# مجموعة ألوية الصواريخ (اليمن)
مجموعة ألوية الصواريخ يعود تاريخه إلى السبعينيات في عهد جمهورية اليمن الديمقراطية الشعبية (اليمن الجنوبي)، حليفة الاتحاد السوفيتي الذي زودها بجميع أنواع الأسلحة متضمنة للسلاح الصواريخ الباليستية، وكانت أول قاعدة في اليمن يقام عليها منصات صواريخ بمساعدة السوفيت هي قاعدة العند بمحافظة لحج (60 كيلومتر شمال عدن)، التي كانت تحتوي على منصات سكود بي.

## الترتيب العسكري
ضُمَّتْ مجموعة ألوية الصواريخ إلى قوات الإحتياط الإستراتيجي في 19 ديسمبر 2012، وتتبع مجموعة الصواريخ القائد الأعلى للقوات المسلحة مباشرة. وتشمل المجموعة عدة ألوية عسكرية منها «قيادة مجموعة الصواريخ» و«اللواء 5 صواريخ و»اللواء 6 صواريخ و«اللواء 8 مدفعية صواريخ».

## التاريخ
استخدمت صواريخ سكود في قصف صنعاء خلال حرب 1994 الأهلية في اليمن.
عند محاولة الرئيس هادي تقليص نفوذ علي عبد الله صالح في الجيش، رفض أحمد علي عبد الله صالح التخلي عن ألوية الصواريخ وتسليمها إلى وزارة الدفاع في ديسمبر 2012.
بعد انقلاب الحوثيين في 2015 هاجم الحوثيين منزل الرئيس عبد ربه منصور هادي وحاصروا القصر الجمهوري الذي يقيم فيه رئيس الوزراء في 19 يناير 2015،  وأقتحموا معسكرات للجيش ومجمع دار الرئاسة، وفي 21 يناير سيطر الحوثيون على معسكرات الصواريخ بصنعاء دون مقاومة.
بعد خروج الرئيس هادي من اليمن وبداية التدخل العسكري في اليمن أستهدفت مئات الغارات مواقع ألوية الصواريخ في جبال «عطّان» وجبل النهدين وجبل نقم بصنعاء. وأعلنت السعودية في 21 أبريل تدمير الصواريخ البالستية التي في حوزة القوات المؤيدة لصالح والحوثيين. إلا أن الحوثيين والقوات العسكرية الموالية لهم تمكنوا في 6 يونيو من إطلاق صاروخ سكود مستهدفاً قاعدة الأمير خالد الجوية في مدينة خميس مشيط، وأعلنت السعودية أن الدفاع الجوي السعودي أعترضه بصاروخي باتريوت.
وفي 26 أغسطس أطلقت القوات الموالية لعلي عبد الله صالح والحوثيون صاروخ سكود من جبل النهدين بدار الرئاسة وسط صنعاء نحو الأراضي السعودية، وقال الحوثيون أن الصاروخ استهدف محطة كهرباء حامية جيزان السعودية. لكن الجيش السعودي قال إنه اعترضه بصواريخ باتريوت.

## القادة
| م | القائد                         | بداية         | نهاية         | ملاحظة                                                       |
| - | ------------------------------ | ------------- | ------------- | ------------------------------------------------------------ |
| 1 | العميد الركن علي محسن علي مثنى | 19 ديسمبر2012 | 10 أبريل 2013 |                                                              |
| 2 | العميد الركن محمد ناصر العاطفي | 10 أبريل 2013 | 12 يوليو 2014 |                                                              |
| 3 | العقيد أحمد علي أحمد مسعود     | 12 يوليو 2014 | حتى الآن      | قيادة غير فعلية بسبب سيطرة الحوثيين على جميع القوة الصاروخية |

## القوة العسكرية
تتكون مما يلي:
| م | اللواء                 | القائد                              | مكان التمركز | المحافظة      |
| - | ---------------------- | ----------------------------------- | ------------ | ------------- |
| 1 | قيادة مجموعة الصواريخ  | العميد الركن محمد ناصر العاطفي      | عطان         | العاصمة صنعاء |
| 2 | اللواء 5 صواريخ        | العميد الركن محمد علي حمود النميري  | عطان         | العاصمة صنعاء |
| 3 | اللواء 6 صواريخ        | العميد الركن محمد ناصر أحمد العاطفي | عطان         | العاصمة صنعاء |
| 4 | اللواء 8 مدفعية صواريخ | العميد الركن حسين صالح زياد         | معسكر صبرا   | محافظة صنعاء  |

## التسليح

### صواريخ أرض أرض

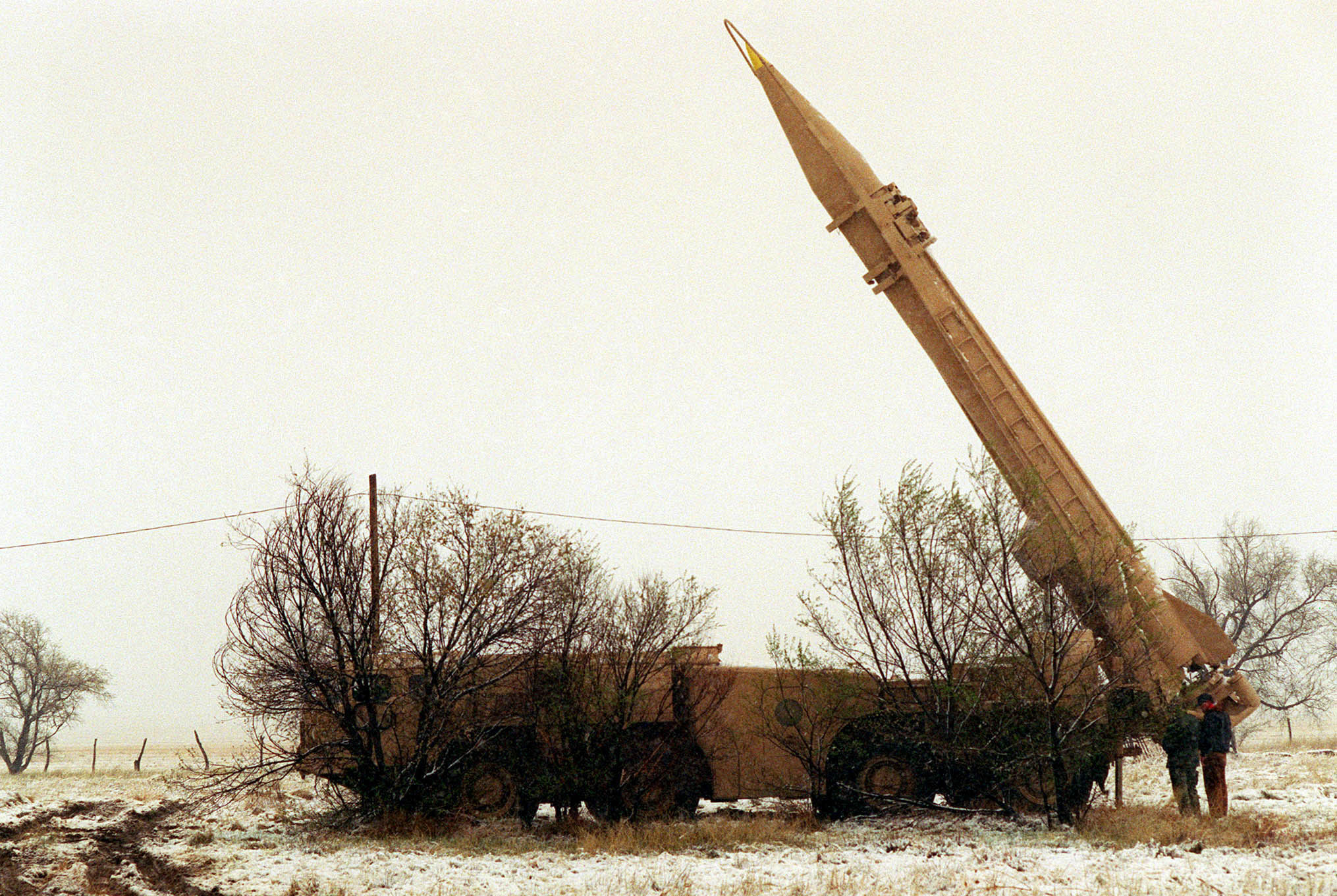
منصة تشغيل صواريخ سكود بي

- هذه الأرقام طبقاً لموقع الأمن العالمي:[16]

| النوع         | اسم الوحدة        | العدد 2000 | العدد 2010 | مدى       |
| ------------- | ----------------- | ---------- | ---------- | --------- |
| صاروخ أرض-أرض | أو تي آر-21 توشكا | 10         | 10         | 70-120 كم |
| صاروخ أرض-أرض | فروج-7            | 12         | 12         | 70 كم     |
| صاروخ أرض-أرض | سكود بي           | 6          | 6          | 300 كم    |
| صاروخ أرض-أرض | هواسونغ-5         | 12         | 12         | 320 كم    |
| صاروخ أرض-أرض | هواسونغ-6         | 25         | 25         |           |

### صواريخ أرض جو
| النوع        | اسم الوحدة | العدد 2000 | العدد 2010 |
| ------------ | ---------- | ---------- | ---------- |
| صاروخ أرض-جو | سام 2      | غير معرف   | غير معرف   |
| صاروخ أرض-جو | سام 3      | غير معرف   | غير معرف   |
| صاروخ أرض-جو | سام 6      | غير معرف   | غير معرف   |
| صاروخ أرض-جو | سام 7      | غير معرف   | غير معرف   |
| صاروخ أرض-جو | ستريلا 1   | غير معرف   | غير معرف   |
| صاروخ أرض-جو | تور إم-1   | غير معرف   | غير معرف   |
| صاروخ أرض-جو | سام 19     | غير معرف   | غير معرف   |
| صاروخ أرض-جو | أس - 300   | غير معرف   | غير معرف   |
| إجمالي العدد | -          | 8000000    | 8000000    |